# 산본마쓰역 (가가와현)
산본마쓰역(일본어: 三本松駅)은 일본 가가와현 히가시카가와시에 위치한 시코쿠 여객철도 고토쿠 선의 철도역이다. 역 번호는 T12이며, 단선 · 섬식의 형태를 합친 2면 3선 구조의 복합 승강장을 갖춘 지상역이다.

## 타는 곳
| 1 | ■ 고토쿠 선 | 하행 | 히케타 · 도쿠시마 방면                 |
| 1 | ■ 고토쿠 선 | 상행 | 시도 · 야시마 · 리쓰린 · 다카마쓰 방면 |
| 2 | ■ 고토쿠 선 | 하행 | 히케타 · 도쿠시마 방면 (일부)          |

## 이용 현황
| 승차 인원 추이 | 승차 인원 추이 |
| 연도           | 1일 평균       |
| -------------- | -------------- |
| 2008           | 844            |
| 2009           | 815            |
| 2010           | 813            |
| 2011           | 795            |

## 역 주변
- 도라마루 공원
- 히가시카가와 시청 오우치 청사
- 오우치 지방 합동 청사
- 국도 제11호선

## 인접 역
| 시코쿠 여객철도         | 시코쿠 여객철도 | 시코쿠 여객철도                   |
| ----------------------- | --------------- | --------------------------------- |
| T 13 니부 다카마쓰 방면 | 고토쿠 선       | 사누키시로토리 T 11 도쿠시마 방면 |